# Casier à bouteilles
Ne pas confondre avec la caisse à bouteilles, pouvant aussi être appelée « casier à bouteilles ».

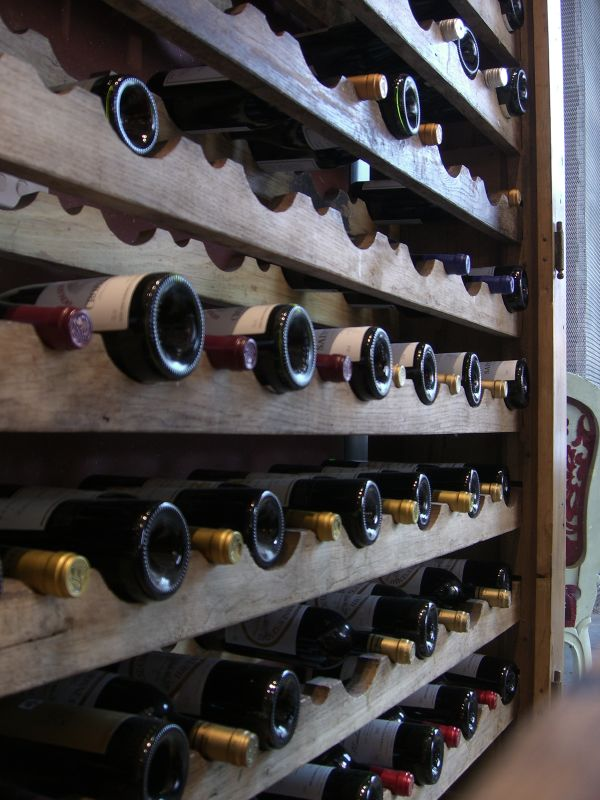
Un casier à bouteilles.

Un casier à bouteilles, également appelé casier à vin, porte-bouteilles ou rack à bouteilles (ou bouteiller en Suisse), est une étagère en bois, en métal ou en plastique (généralement du polyéthylène haute densité (PEHD)) destinée à stocker des bouteilles de vin en position allongée.